# Шильхавски, Сигизмунд
Сигизмунд Шильхавски фон Банбрюк (нем. Sigismund Schilhawsky von Bahnbrück; 7 апреля 1881, Будапешт — 11 августа 1957, Зальцбург) — австрийский военачальник. Сын фельдмаршала Йозефа Шильхавски фон Банбрюка, брат генерала Рихарда Шильхавски фон Банбрюка. Отец пианиста Пауля Шильхавски.
Выпущен из Военной академии в 1901 году в чине лейтенанта в 4-й полк тирольских стрелков. Затем служил при Генеральном штабе, с 1912 года — в распоряжении министерства обороны. 1 сентября 1915 года произведён в майоры и направлен в оперативный отдел 10-й армии, с 10 октября — начальник штаба 17-й пехотной дивизии. С апреля 1917 года — в оперативном отделе Высшего армейского командования, референт по Италии. 1 ноября 1917 года произведён в подполковники.
По окончании Первой мировой войны продолжил службу в армии Австрийской республики. С 1923 года — полковник, с 1926 года — генерал-майор. Командовал Пятой армейской бригадой (1929—1930), затем — Второй армейской бригадой (1931—1932). С 1932 года — главный армейский инспектор, в 1933 году присвоено звание генерала инфантерии.
11 марта 1938 года после отставки федерального канцлера Курта Шушнига, вызванной ультиматумом Гитлера о вводе в Австрию немецких войск, президент Вильгельм Миклас предложил Шильхавски пост канцлера. Шильхавски отказался, заявив, что он — солдат, а не политик, да и сопротивление Гитлеру бесполезно. 15 марта, после состоявшегося аншлюса, был отправлен в отставку и затем арестован.